# Kenttäsaari (ö i Enare träsk, Enare)
Kenttäsaari, skoltsamiska: Ǩe'ddsuâl, är en ö i Finland. Den ligger sjön Enare träsk och  i kommunen Enare  i den ekonomiska regionen Norra Lappland och landskapet Lappland, i den norra delen av landet, 1 000 km norr om huvudstaden Helsingfors. Öns area är 1,2 hektar och dess största längd är 180 meter i nord-sydlig riktning.